# Альперін Мойсей Маркович
Мойсей Маркович Альперін (1881–1951) — український лікар–фтизіатр, професор, доктор медичних наук.

## Біографія
Мойсей Маркович Альперін народився в 1881 році  у Білгородці Волинської губернії. З 1892 року мешкав в Одесі.
У 1911 році закінчив медичний факультет Новоросійського університету. У 30 років почав лікарську приватну практику. В 1920—1922 роках був ординатором військового шпиталю, а з 1924 року — ординатором туберкульозного інституту. Все подальше життя було пов'язано з фтизіатрією.
В 1934 році став доцентом інституту вдосконалення лікарів, а в 1935 році — кандидатом медичних наук. Керував роботою аспірантів та пошукувачів.
В 1941 році в Києві захистив дисертацію з проблем туберкульозу тракту травлення на здобуття наукового ступеня доктора медичних наук. Згодом було присвоєно вчене звання професора. Читав лекції в медичному інституті.
В роки нацистської навали очолював клініку Науково-дослідного інституту туберкульозу в Ташкенті. Після повернення до Одеси працював у протитуберкульозному диспансері.
Помер в 1951 році в м. Одеса.

## Праці
Є автором опублікованих наукових статей та монографії.
- Туберкулез пищеварительного тракта: Клиника, диагностика, терапия/ М. М. Альперин. — Киев, 1950.

## Оцінка діяльності
Найбільш вдала систематизація туберкульозу кишечнику — класифікація М. М. Альперіна, в котрій виділені безсимптомна, діарейна, алергічна, диспепсична та загально інтоксикаційна форми захворювання. Загальнопризнаною є клініко-морфологічна класифікація туберкульозного перитоніту, який включає бугоркову, ексудативну, злипчиву, ексудативно-злипчиву казеозно-виразкову форми. (Катеньов Валентин Львович, лікар-рентгенолог, https://radiomed.ru/publications/12369-tuberkulyoz-abdominalnyy-tuberkulez [Архівовано 15 серпня 2020 у Wayback Machine.])

## Родина
- Син: Марк Мойсейович Альперін (1916—1994) — фізик-теоретик, професор, завідувач кафедри фізики Одеського педагогічного інституту ім. К. Д. Ушинського